# Møgbiller
Møgbiller (Aphodiinae) er en underfamilie i familien torbister blandt billerne. Slægten omfatter 45 arter i Sverige og i alt fald 18 arter i Danmark. De er mellem 3 og 13 mm lange, sorte eller brunagtige dyr med hvælvet kropsform.
Møgbillerne tiltrækkes ofte af lys om natten. I 2013 modtog fem forskere, hvoraf tre fra Lunds universitet, Ig Nobelprisen i kategorierne biologi og astronomi for at vise, at møgbiller kan finde vej ved hjælp af Mælkevejen.

## Økologi
Møgbiller lever sædvanligvis i (og af) køers og andre planteæderes afføring, hvori de også lægger deres æg. Nogle arter lever dog i jord. De har stor betydning for nedbrydningen af organiske stoffer, især dyreafføring, i naturen.
Et par forskere iagttog en elefantlort på 1½ kg på den afrikanske savanne og kunne se at 16.000 møgbilleindivider efter to timer på forskellig vis havde fjernet hele bunken - noget blev spist, noget rullet væk og noget gravet ned.

## Eksterne links
| bille | Spire Denne artikel om insekter er en spire som bør udbygges. Du er velkommen til at hjælpe Wikipedia ved at udvide den. |